# Cork City FC

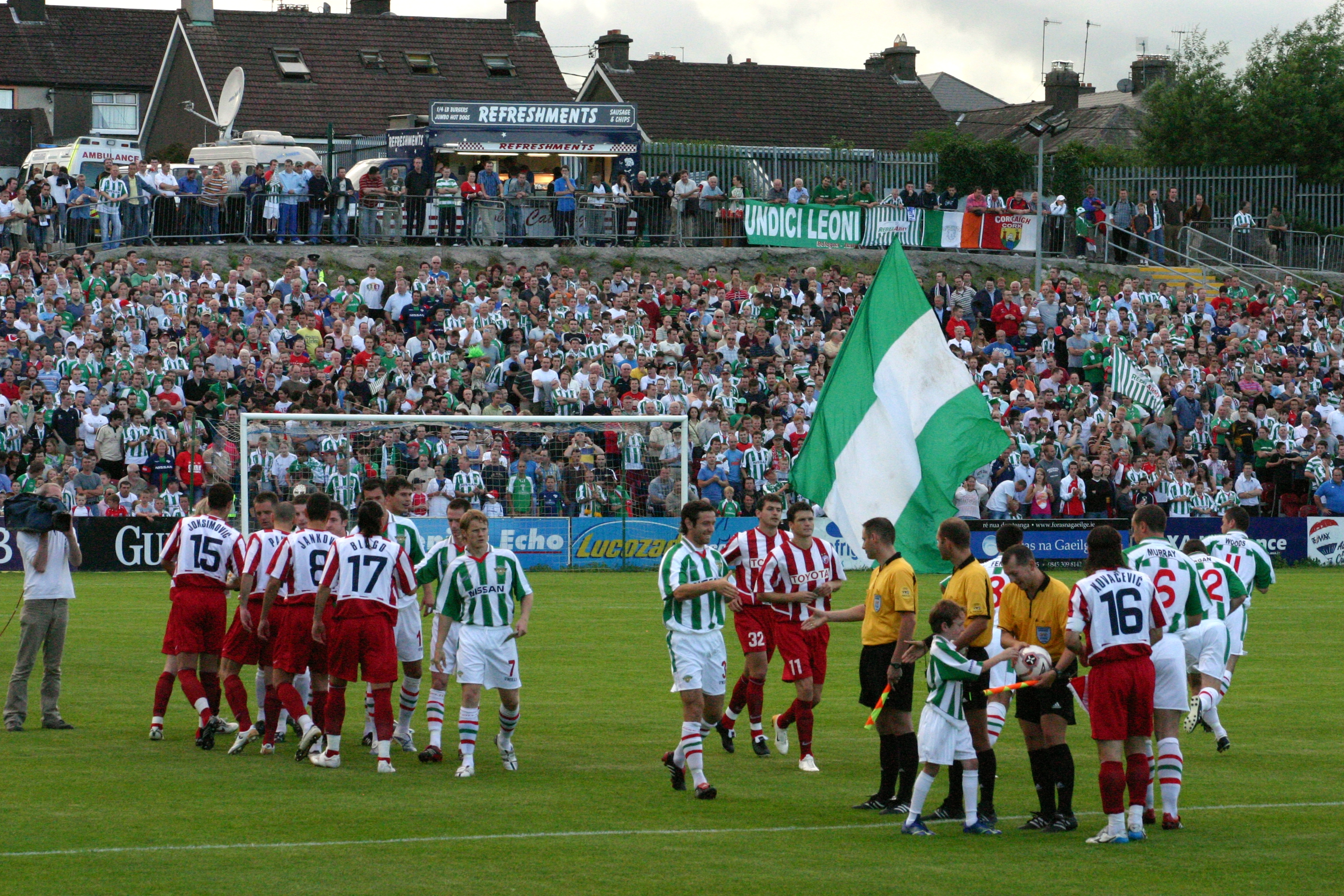
Lliga de Campions: Cork City - Crvena Zvezda

El Cork City F.C. és un club de futbol irlandès de la ciutat de Cork.

## Història
El club va ser fundat l'any 1984 i immediatament fou escollit per a la lliga irlandesa, continuant una llarga tradició del futbol a Cork.
El Cork City F.C. és el segon club de la ciutat en usar aquest nom. El primer jugà a la lliga irlandesa una temporada el 1938-39. Guanyà la Munster Senior Cup el 1939. Aquest club fou la continuació de dos altres clubs de la ciutat, el Fordsons F.C. (1912) i el Cork F.C. (1930). El 1939 esdevingué Cork United F.C. i el 1948 Cork Athletic F.C.. El club desaparegué el 1958.
El 1984, dos anys més tard de la desaparició d'un altre Cork United es fundà aquest nou club, a partir de membres del mateix Cork United i del Avondale United. El 1986 es traslladà al seu actual estadi, Turners Cross.

## Palmarès
- Lliga irlandesa de futbol:
  - 1992-93, 2005
- Copa irlandesa de futbol
  - 1998
- Copa de la Lliga irlandesa de futbol
  - 1987-88, 1994-95, 1998-99
- Munster Senior Cup
  - 1987-88, 1989-90, 1990-91, 1991-92, 1992-93, 1993-94, 1996-97, 1997-98, 1998-99, 1999-00, 2000-01, 2001-02, 2002-03, 2003-04, 2004-05

## Hall of Fame
El Cork City Official Supporters Club Hall of Fame va ser inaugurat el 2006.
| Any  | Escollit        |
| ---- | --------------- |
| 2006 | Dave Barry      |
| 2006 | Patsy Freyne    |
| 2007 | Declan Daly     |
| 2007 | Phil Harrington |

## Colors
| Uniforme original 1984-1989      | Equipatge reserva    |
| Uniforme local vermell 1997-2002 | Contra Nijmegen 2004 |

Els colors del club són els tradicionals colors verd i blanc del futbol a Cork. Els uniformes també acostumen a tenir detalls vermells influenciat pels colors del County Cork, del futbol gaèlic. Amb aquest colors base l'uniforme ha anat adoptant diferents combinacions, com ara franges horitzontals, verticals, etc. Un uniforme vermell i blanc fou adoptat el 1997, trencant amb la tradició verda i blanca, que fou represa el 2002.